# Лепрекон 4: В космосе
«Лепрекон 4: В космосе» (англ. Leprechaun 4: In Space) — американский комедийный фильм ужасов 1997 года, поставленный режиссёром Брайаном Тренчардом-Смитом, как продолжение фильма «Лепрекон 3: Приключения в Лас-Вегасе» из серии фильмов о Лепреконе. Фильм вышел непосредственно на видео. Премьера фильма состоялась 25 февраля 1997 года. В 2000 году вышло продолжение фильма под названием «Лепрекон 5: Сосед».

## Сюжет
Действие фильма происходит в далёком будущем. Группа вооружённых наёмников готовится к проведению операции, направленной на уничтожение Лепрекона, который за множество лет нанёс ведущим межгалактическим корпорациям огромный финансовый ущерб. В это время Лепрекон пытается склонить дочь разорившегося короля Зарину выйти за него замуж и тем самым восстановить пошатнувшееся финансовое положение. Принцесса уже почти соглашается на предложение гнома, но в её покои вламываются наёмники и уничтожают злополучного Лепрекона. Однако гном вовсе не умирает, а наоборот — готовит свою миссию против своих обидчиков в надежде вернуть себе принцессу.

## В ролях
| Актёр                    | Роль                                        |
| ------------------------ | ------------------------------------------- |
| Уорик Дэвис              | Лепрекон                                    |
| Ребека Карлтон           | принцесса Зарина                            |
| Тим Колсери              | сержант «Метал-Хед» Хукер (глава наёмников) |
| Брент Джасмер            | сержант Букс Маллой                         |
| Джессика Коллинз         | доктор Тина Ривз                            |
| Мигель А. Нуньес-младший | Стикс                                       |
| Дебби Даннинг            | рядовой Долорес Костелло                    |
| Гарри Гроссман           | Гарольд                                     |
| Рик Питерс               | Мух                                         |
| Джефф Мид                | Ковальский                                  |
| Майк Канниззо            | Дэнни                                       |
| Лэдд Йорк                | Лаки                                        |
| Гай Синер                | доктор Миттенхэнд                           |
| Джеймс Квин              | голос компьютера                            |

## Оценки
На сайте-агрегаторе Rotten Tomatoes фильм получил 1 положительный отзыв из 7 обзоров кинокритиков, удостоившись общей оценки 14 %. Ноэль Гросс из DVD Talk оценил фильм на 3 звезды из 5 с пометкой «Рекомендуемый».